# Christina von Hodenberg
Christina von Hodenberg (née Christina Marie-Luise Freifrau von Hodenberg ; née le 4 novembre 1965 à Krefeld) est une historienne allemande, professeur à l'Université Queen Mary de Londres et directrice de l'Institut historique allemand de Londres.

## Biographie
Christina von Hodenberg étudie à Bonn et Munich et obtient son doctorat en 1995 auprès de Hans-Ulrich Wehler à Bielefeld avec une biographie collective des juges prussiens de la révolution de 1848/49. En tant qu'assistante d'Ulrich Herbert, elle obtient son habilitation en 2004 à l'Université Albert Ludwig de Fribourg avec une histoire des médias de masse ouest-allemands de 1945 à 1973.
Elle travaille comme Kennedy Memorial Fellow à l'Université Harvard (2000-2001) et comme professeur invité à l'Université de Californie à Berkeley (2002-2005).
Von Hodenberg enseigne à Londres depuis 2006.
En 2014, elle reçoit le prix de recherche Humboldt pour ses recherches sur l'histoire sociale et médiatique de l'Allemagne aux XIXe et XXe siècles. Elle est membre de la Société historique allemande et membre du conseil consultatif scientifique du Centre de recherche historique contemporaine de Potsdam.
Le 1er septembre 2018, elle prend la direction de l'Institut historique allemand de Londres, succédant à Andreas Gestrich.

## Publications
- (de) Die Partei der Unparteiischen. Der Liberalismus der preußischen Richterschaft 1815–1848/49 [« Le Parti des Impartiaux. Le libéralisme du système judiciaire prussien 1815-1848/49 »], Göttingen, Vandenhoeck & Ruprecht, coll. « Kritische Studien zur Geschichtswissenschaft » (no 113), 1996 (ISBN 3-525-35776-1) (également : Bielefeld, Univ., Diss., 1995).
- (de) Aufstand der Weber. Die Revolte von 1844 und ihr Aufstieg zum Mythos [« Révolte des Tisserands. La révolte de 1844 et sa montée au rang de mythe. »], Bonn, Dietz, 1997 (ISBN 3-8012-3073-2).
- (de) Mit dem Rotstift gegen die soziale Frage. Die preußische Pressezensur und der schlesische Weberaufstand 1844 [« Avec le crayon rouge contre la question sociale. La censure de la presse prussienne et la révolte des tisserands silésiens en 1844. »], Berlin, Duncker et Humblot, 1999.
- (de) Konsens und Krise. Eine Geschichte der westdeutschen Medienöffentlichkeit, 1945 bis 1973 [« Consensus et crise. Une histoire du public médiatique ouest-allemand, 1945 à 1973 »], Göttingen, Wallstein, coll. « Moderne Zeit » (no 12), 2006 (ISBN 978-3-8353-0029-3) (également : Fribourg (Breisgau), Univ., Habil.-Schr., 2004).
- (de) avec Detlef Siegfried (éd.), Wo »1968« liegt. Reform und Revolte in der Geschichte der Bundesrepublik. [« Là où se trouve « 1968 ». Réforme et révolte dans l'histoire de la République fédérale. »], Göttingen, Vandenhoeck et Ruprecht, 2006 (ISBN 978-3-525-36294-5).
- (de + en) avec Ulrich Herbert (éd.), « Media history after 1945. » [« Histoire des médias après 1945. »], Journal of modern European history., Munich, Beck, vol. 10.1,‎ 2012 (DNB 1019979240) (en partie allemand et en partie anglais).
- (en) Televisions Moment. Sitcom Audiences and the Sixties Cultural Revolution. [« Le moment de la télévision. Le public des sitcoms et la révolution culturelle des années 60. »], New York, NY, Oxford, Berghahn, 2015.
- (de) Das andere Achtundsechzig. Gesellschaftsgeschichte einer Revolte. [« Les soixante-huit autres. Histoire sociale d'une révolte. »], Munich, Beck, 2018 (ISBN 978-3-406-71971-4).
- (de) Gesellschaftsgeschichtliche Perspektiven auf das westdeutsche „Achtundsechzig“ [« Perspectives socio-historiques sur les « soixante-huit » ouest-allemands »], Bonn, Bundeszentrale für politische Bildung, coll. « Aus Politik und Zeitgeschichte. » (no 38-39/2018), 2018 (présentation en ligne)